# Sela (gmina Šmarješke Toplice)
Sela pri Zburah – wieś w Słowenii, w gminie Šmarješke Toplice. W 2018 roku liczyła 26 mieszkańców.